# Lambda Cancri
Lambda Cancri (λ Cnc, Piautos) – gwiazda w gwiazdozbiorze Raka. Jest odległa od Słońca o około 549 lat świetlnych.

## Nazwa
Gwiazda ta ma nazwę własną Piautos, wywodzącą się z języka koptyjskiego i oznaczającą „oko”. Jest to nazwa jednej z tzw. „stacji księżycowych”, segmentów nieba, które przemierza Księżyc w comiesięcznej drodze. Międzynarodowa Unia Astronomiczna w 2018 roku formalnie zatwierdziła użycie nazwy Piautos dla określenia tej gwiazdy.

## Charakterystyka
Lambda Cancri to błękitnobiała gwiazda ciągu głównego, należąca do typu B9,5. Ma temperaturę znacznie wyższą od Słońca (ok. 9500 K) i około 78 razy większą jasność. Jej masa jest 2,1 razy większa niż masa Słońca, gwiazda ma około 105 milionów lat. W 2016 roku odkryto jej towarzyszkę, mniejszą i słabszą gwiazdę o masie 0,8 M☉.